# Finlandia

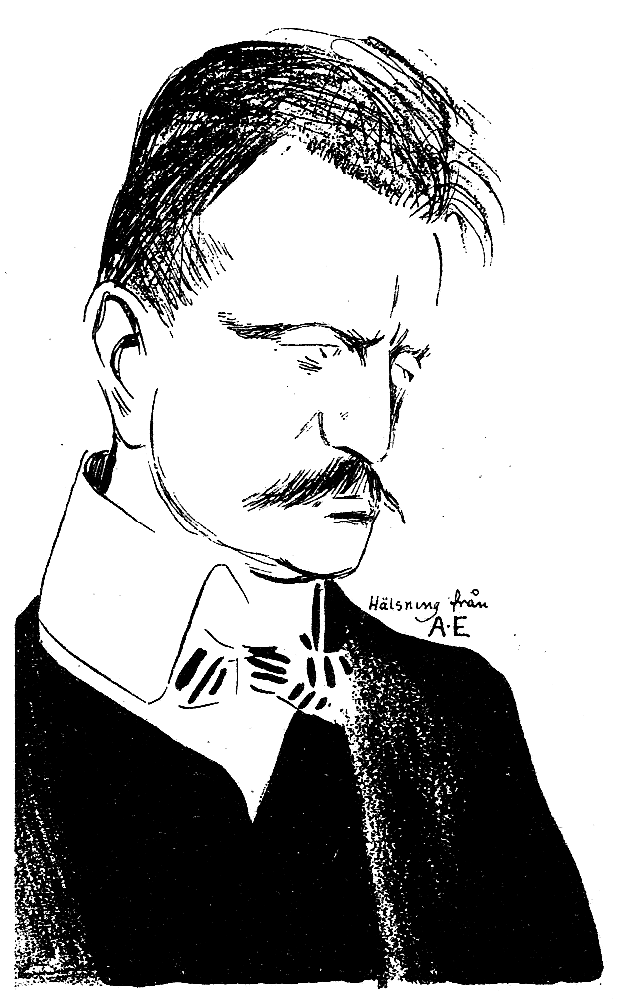
Jean Sibelius

Finlandia je symfonická báseň složená Jeanem Sibeliem roku 1899, jako hudba k sérii obrazů z historie Finska.
Je velice oblíbená v samotném Finsku, neboť její melodie vystihuje ráz finské krajiny. Skladba se stala symbolem finského nacionalismu v době, kdy Finsko bylo ruské velkovévodství.
Její závěrečnou část, nazývanou hymnus Finlandia, někteří navrhují za finskou hymnu, místo původně německé skladby Maamme, jejíž melodii má i hymna estonská. K hymnu byla roku 1937 sepsána finská slova, jejichž definitivní podobu jim dal Veikko Antero Koskenniemi o čtyři roky později. Tato část byla v letech 1967–1970 hymnou republiky Biafra, krátce odtržené od Nigérie.